# 大風
中国の神的存在としての大風（日本語読み：たいふう、現代中国語読み〈拼音〉：dàfēng〈日本語音写例：ダァーファン〉）は、中国神話に登場する邪神（災害神）で怪鳥。東方にある青丘の沢に棲んでいる。

## 概要
巨大な猛禽の姿をしている。大きな翼で強風を生じさせては家屋などを破壊し、人々を苦しめていた。堯の命を受けた羿（げい）によって退治された。
中華人民共和国の神話学者・袁珂 (1916-2001) の説では、「大風」の「風」は「鳳」（鳳凰のうちの雄のほう）を意味しているという。